# Kaneco
Alexandre de Carvalho Kaneco (Santos, 6 de outubro de 1946 - Santos, 18 de abril de 2017) foi um futebolista brasileiro que atuava como ponta-direita.
Foi o segundo jogador profissional descendente de japoneses a atuar no futebol brasileiro.
É denominado o inventor do drible "lambreta" (ou "carretilha") no futebol.

## Carreira
Iniciou sua carreira esportiva jogando no Vila Isabel de São Paulo e também no Colégio Mackenzie, vindo posteriormente para as equipes de base do Santos. Foi profissionalizado junto de Clodoaldo, Edu, Picolé, Negreiros e Nenê.
No dia 9 de março de 1968, um sábado à noite, pela sétima rodada do Campeonato Paulista, na vitória diante da equipe do Botafogo de Ribeirão Preto pelo placar de 5 a 1, Kaneko pegou a bola do lado direito do ataque, a prendeu entre os tornozelos e com um movimento acrobático ergueu-a pelas costas, dando uma carretilha ou lençol psicodélico (como chamaram na época) no lateral-esquerdo Carlucci. Na sequência, o ponta-direita cruzou para o meio da área que foi de encontro ao atacante Toninho Guerreiro que finalizou a jogada marcando um belo gol de calcanhar.
Seu único gol pelo Peixe foi marcado no dia 27 de março de 1968, o segundo da goleada de 5 a 2 sobre o São Paulo, no Morumbi.
No segundo semestre de 1968, foi emprestado ao Bahia para disputar o Robertão.
Era o reserva de Dorval, sendo titular em várias partidas, principalmente em 1967 e 1968 quando foi bicampeão paulista.
Em 1969, foi emprestado para o América/SP para a disputa do Paulistão. Estreou no dia 6 de março daquele ano, na derrota de 3 a 0 para o Palmeiras, no estádio Nicolau Alayon, pelo Paulistão. O América foi o 9º colocado entre os 14 participantes daquele estadual.
Pelo Santos, entre os anos de 1968 a 1970, 17 partidas e marcou apenas um gol.
Chegou a jogar pelo Velez Sarsfield, da Argentina, onde teve como companheiro de ataque o centroavante Carlos Bianchi. Disputou apenas dez partidas pelo clube e marcou um gol. Além disso, ele quase quebrou o pé direito ao chutar um sprinkler.
Em fevereiro de 1973, foi contratado pelo Madureira EC.
Atuou ainda na Caldense e teve uma passagem pelo Valencia FC, da Venezuela. Aos 26 anos, Kaneko encerrou sua carreira.

## Títulos
Santos
- Campeonato Paulista: 1967 e 1968

## Morte
Estava internado no Hospital Guilherme Álvaro, no bairro Boqueirão, em Santos, quando morreu, em 18 de abril de 2017, aos 70 anos de idade, vitima de câncer.